# 魔法少女特殊戦あすか
『魔法少女特殊戦あすか』（まほうしょうじょとくしゅせんあすか）は、深見真原作・刻夜セイゴ作画・田村尚也軍事設定協力 による日本の漫画作品。『月刊ビッグガンガン』（スクウェア・エニックス）にて、2015年Vol.07から2021年Vol.03まで連載。

## あらすじ

### 1 - 3巻
人間界が異世界 地冥界（ディスアス）の侵攻に遭い、別の異世界 精霊界（フェアト）各国の軍事同盟である精霊環境条約機構の軍事支援を受けて誕生した魔法少女達の活躍により、地冥界を撃退した大戦 ディストニア戦争から3年が経っていた。しかし、人間界は平和になった訳ではない。異世界との接触は、ディストニア戦争を戦い生き残った魔法少女以外にも魔女や魔術師を生み出し、人間界はそれらを取り込んだ新たな軍事バランスが生じている。ディストニア戦争を生き残った魔法少女 伝説の五人（マジカル・ファイブ）の面々もそういう状況とは無縁では居られず、自国の軍隊に所属するなどしている。
大鳥居あすかはマジカル・ファイブのリーダーだったが、ディスアスとの戦いに精神的に疲弊し、戦後は引退状態となっていた。しかし、高校の友人 羽田紗綾子が目の前でテロリストの襲撃に巻き込まれ、否応なしに魔法少女として戦うことになる。戦いの後も魔法少女として戦うことに消極的だったあすかだが、ディストニアと結び付いたテロ組織 バベル旅団の暗躍により、同じマジカル・ファイブである夢源くるみや高校の友人 牧野希美ら身近な人間が巻き込まれるようになり、義父 飯塚に誘われていた陸上自衛隊特殊作戦群の魔法少女特殊戦開発部隊 M班への参加を決意する。

### 沖縄編（4 - 6巻）
沖縄の自衛隊那覇駐屯地にて、人間界と精霊環境条約機構との間で異世界貿易会議、第六回・WTO二世界間多角的貿易会議（通称6th・ナハ）が開催されることになる。那覇駐屯地には世界でもこことコペンハーゲンにしかない、人間界と精霊界を常時接続する定期次元位相橋（ステイプル・トポロジー・ブリッジ）が設置されている。あすかとくるみは学校の臨海学校の名目で沖縄に日本側の警備要員として派遣され、そこでアメリカ側の警備要員である米軍のミア・サイラス、国連魔術安保理監視団オブザーバーとして派遣されたロシア軍のタマラ・ヴォルコワの二人のマジカル・ファイブと再会する。
一方、バベル旅団はこの会議を狙って暗躍し、その過程で現地那覇で新しい魔法少女として与那嶺ちさとを招き入れていた。精霊環境条約機構側の中心国家メリピコのタビラ将軍が人間界に到着したタイミングでブリッジへの直接攻撃と那覇市内への陽動攻撃を仕掛け、警備側のマジカル・ファイブの分断が図られる。
ブリッジの機能停止まで行われタビラ将軍の精霊界への避難が阻止されたため、襲撃の目的をタビラ将軍と判断した人間側は、多大な犠牲を出したものの辛うじてタビラ将軍を死守する。しかし、バベル旅団の目的はタビラ将軍ではなく、将軍が持ち込んだ新開発のマジックアイテムだった。

### ウクライナ編（6 - 8巻）
学校が夏休みの最中、M班の招集がかかる。ウクライナで親露派とバベル旅団が手を組んで活動している情報を入手し、M班でバベル旅団を打倒する作戦が発動される。日本はアメリカと共同で作戦に当たり、あすか達はミアらと現地で合流する。しかし、そこでもたらされたのはマジカル・ファイブのタマラとラウ・ペイペイがバベル旅団と手を組んでいるという事実だった。あすか達は2人には何か深い事情があることを信じて接触し説得を試みるが、結果的に戦闘状態に突入する。ペイペイはバベル旅団の別働隊であるロシアンマフィア「狼男（オボロートニ）」に人質を取られていたが、日本の外事警察やちさとらの活躍による人質の身柄確保の報を聞いて戦闘を放棄し、不利になったタマラは逃走する。
一方、バベル旅団の目的は大戦中、ロシア政府によって秘密裏に開発された魔法生物兵器ズメイの回収だった。別働隊だったミアによりズメイの所在を発見されたバベル旅団は、ズメイの回収を諦めて覚醒させ、制御データ回収や生体サンプル、研究データの入手に主眼を移す。ペイペイを迎え入れたあすか、くるみ、ミアら4人の魔法少女達は、大戦時の敵幹部クラスもしくはそれ以上の力を持つズメイを辛くも倒す。

### ニューヨーク決戦編（11 - 14巻）
バベル旅団との最終決戦。

## 主な登場キャラクター

### マジカル・ファイブ
3年前の大戦（ディストニア戦争）以前から活動する魔法少女を第1世代魔法少女 とし、その中で大戦を生き抜いた5人を伝説の五人（マジカル・ファイブ）と作品内の世界では称する。
大鳥居 あすか（おおとりい あすか） / ラプチャー☆あすか
声 - 洲崎綾
本作品の主人公で、大戦終結時のマジカル・ファイブのリーダー。魔法少女となったことから、ディスアスに両親を惨殺されている。
魔法少女としての戦闘能力は非常に高いが精神面が脆く、大戦後は魔法少女を引退しており、PTSDの疑いをかけられていた。物語開始時は希美や紗綾子の通う高校の転校生として日常を送っていたが、身近な友人達がテロ等に巻き込まれるようになり、再び魔法少女として戦うことを決意する。
現在は陸上自衛隊陸上総隊司令部特殊作戦群本部の魔法少女特殊戦開発部隊（通称M班）に所属しながら高校生活を送っている。
マジカル・カランビットを変身アイテムと武器に使用し、マジカル・カランビットを巨大化高速回転させて相手を切り裂く大技 ラプチャー・タロンを放つ。

夢源 くるみ（むげん くるみ） / ウォーナース☆くるみ
声 - 関根明良
あすかに誘われて本格的にディスアスと戦うことになった魔法少女。マジカル・ファイブの中では戦闘能力は劣るが、防御力やヒーリング能力が非常に高い。特大の注射器や投擲用に小型注射器を武器として使用し、相手に対して魔法で強化された様々な薬品を攻撃や治療に使用する。また、防御魔法として、3層のマジックシールドを展開し、爆発反応装甲（リアクティブアーマー）同様の原理を持つリアクティブ・マジックシールドを使用する。
あすかと出会う以前は学校内において酷い虐めを受けていた。そんな状況から救い出してくれたあすかに対しては特別な感情を抱いており、常にあすか第一に物事を考え、精神的に脆いあすかに代わり拷問などの汚れ役も進んでこなす。
大戦後は陸上自衛隊研究本部総合研究部第2研究課所属の魔法戦研究官として活動していたが、あすかと再会後、あすかと同じ高校に転校して行動を共にするようになる。M班創設に伴いM班の作戦行動に参加。あすかにとっては、くるみや希美、紗綾子が守るべき世界の象徴となっている。

ミア・サイラス / ジャストコーズ☆ミア
声 - 松井恵理子
アメリカ出身の魔法少女。赤外線千里眼（クレヤボヤンス）と銃火器を使用する際の弾丸への魔力による貫通力強化が彼女の得意魔法。
大戦後は正体を公表してアメリカ軍統合特殊作戦コマンド(JSOC)所属の特務曹長として非合法活動を行なっている。その活動の最中、バベル旅団の活動に関わりを持ち、現場に残された「最後に笑う者が最も良く笑う」というイギリスの諺かつマジカル・ファイブの合言葉から、バベル旅団がマジカル・ファイブと何らかの関連があるのではと疑っている。
変身の際はダブルデリンジャーの様な形状の小型拳銃を使用し、アサルトライフル状に変化させて武器として使用する。大技は弾丸の攻撃力を強化したジャストコーズ・シージバリスタ。

タマラ・ヴォルコワ / フェーニクス（Феникс）☆タマラ
声 - M・A・O
ロシア出身の魔法少女。大戦後はロシア参謀本部情報総局特殊部隊GRU（グルー）スペツナズに所属し、ミア同様、国家のために非合法活動を行なっている。彼女の最も大事な者としてお姉様（スタールシャヤ スィストラ）という存在が明かされている が、正体は不明。
普段はミアからロボットみたいだと言われるほどクール だが可愛いものに目がなく、いつもふかふかの巨大ぬいぐるみを抱いて寝ている。あすかに対しては表には出さないが特別可愛いと認識している。
広範囲への制圧攻撃を得意とする。武器としてマジカル火炎放射器（ボルシエブニィ・アグニメット）を使用し、大技として不死鳥破壊光線（フェーニクス・レザルノゴ・ルーチャ）を放つ。

ラウ・ペイペイ / 双頭竜（ショントウロン）☆ペイペイ
声 - 日笠陽子
中国出身の魔法少女。
大戦後は中国政府の元で非合法活動を行なっていたが、対インドの活動の中で奪還対象人物のルオ・ミン博士の娘を助けたことから、その娘共々行方をくらます。大戦後の環境に虚しさを感じていたが、占星術師（アストロロジャー）という仮の名を与えたこの娘との生活に安らぎを覚えており、流浪者（リュウランゼ）という偽名を騙ってフリーの傭兵や暗殺を生業にしていた。
ウクライナであすか達と再会以降は日本政府やアメリカ政府と契約を結んでフリーの傭兵となっている。
当初は小柄ないかにも中華娘といった姿をしていたが現在は色黒金髪のかなり発育した姿となり、再会した際はミアも疑問を持つほど、かつての面影はない。
ヌンチャクとそれを変化させたマジカル流星錘を武器として使用 し、大技 雙龍旋風（ションロンシェンフォン）を放つ。

### 第1世代魔法少女
ディストニア戦争を戦った魔法少女。
シュバリエ☆フランシーヌ
声 - 久川綾
フランス出身の魔法少女で、第一世代最強と謳われた魔法少女達の先代のリーダー。マッハ2の機動力を持つマジカル・ドゥカティを乗り回し、戦車砲の数十倍の威力を持つマジカル・ランスで突っ込む。
大戦で瀕死の重傷を負った際、あすかにリーダーを託して死亡する。
ローレライ☆マグダレーナ
ドイツ出身の魔法少女。
エストレージャ☆クラウディア
メキシコ出身の魔法少女。

### 第2世代魔法少女
ディストニア戦争後に誕生した魔法少女。国連認可の魔法少女は国連本部襲撃時においては30人いるとされる。
フォーコン☆ジャード
フランスの魔法少女。
虎娘（ヒュニャン）☆ソヨン
韓国の魔法少女。
ユニコーン☆クレア
イギリスの魔法少女。

### あすか達の関係者
牧野 希美（まきの のぞみ）
声 - 高橋李依
あすかと同じクラスの友人。いつも無駄に元気のいいスポーツ少女で色黒。紗綾子とは幼馴染。明け透けな性格で遠慮がない。
警察庁の牧野警部補の娘であったことから、アビゲイル達に誘拐されて拷問を受ける。
登校時にあすかに助けられたことをキッカケにあすかと友人になる。あすかにとっては、くるみや希美、紗綾子が守るべき世界の象徴となっている。

羽田 紗綾子（はた さやこ）
声 - 橋本ちなみ
あすかと同じクラスの友人。何かにつけて希美からメガネと紹介される。希美とは幼馴染。引っ込み思案な性格で、いつも希美に振り回される役。読書が好きで文芸部所属。舞台脚本を書くことを将来の夢にしている。
登校時にあすかに助けられたことをキッカケにあすかと友人になる。あすかにとっては、くるみや希美、紗綾子が守るべき世界の象徴となっている。

サッチュウ
声 - 菊池こころ
精霊環境条約機構から派遣された、ネズミ型の魔法少女分隊支援情報統合ユニット人工生命型妖精。あすか達魔法少女へ分析を中心としたサポートをする。喋る際には語尾に「チュー」が付く。

与那嶺 ちさと（よなみね ちさと） / ウィップラッシュ☆ちさと
声 - 竹達彩奈
日本（沖縄）出身の魔法少女。ロングヘアーの後頭部を大きなリボンで結んでいる。幼少時より習っていた空手と身体能力、高い魔力が相まって非常に高い格闘戦能力を持つ。コールサインのウィップラッシュは鞭の様にしなる蹴りから名付けられた。
交通事故に巻き込まれて母を亡くし、自身は右足を失う。未成年にも関わらず風俗で働かされそうになるなど、父親からは酷い虐待を受けていた。強い魔力の持ち主で、バベル旅団に見出され魔法少女となる。余りにも過酷な生活環境から救い出されたことからバベル旅団のギースに生きる希望を見出していたが、実際はバベル旅団により交通事故から全て仕組まれていたことであり、あすか達との戦いの敗北時に、死に際のギースからの告白により事実を知って絶望する。
くるみとナーズィニーの説得によりこれまでの行いを悔い改めて日本政府側の魔法少女となることを決意し、ナーズィニーと共に警視庁特殊部隊支援班SAT Support Staff（通称スリーエス）の所属となる。

ナーズィニー
声 - 石上静香
アルメニア出身の魔術傭兵の少女。火を操る魔術師。見た目は中学生くらい で、あすかの攻撃により腕を切り落とされた際には「たすけてママ」と叫ぶ など、幼さが残る。
当初はロシアンマフィア 狼男（オボロートニ）の魔術傭兵として登場するが、あすか達との圧倒的戦力差で日本側の捕虜となる。その後のくるみの拷問と調教を受けてすっかり服従し、犬扱いされている。ちさとと共にスリーエスの所属となる。

### M班
陸上総隊直轄部隊の一つである特殊作戦群、その中でも魔法戦に特化した小隊。物語当初は仮称であったが中盤には特殊戦開発部隊となり、ニューヨーク決戦後には解散した『M班』をベースに『魔法戦起動小隊』となる。
飯塚 義明（いいづか よしあき）
声 - 乃村健次
大戦時にディスアスにより両親を亡くしたあすかの戸籍上の父親。陸上自衛隊特殊作戦群M班の班長。大戦時に右腕を失っている。

### 警察庁
牧野 晃教（まきの あきのり）
声 - 桐本拓哉
希美の父親。外事警察警部補。警察庁外事情報部国際テロリズム対策課機密通信別室という表向き存在しない部署に所属する。
戸田（とだ）
声 - 濱野大輝
晃教の同僚で、外事警察巡査部長。晃教と同じ部署に所属する。
三浦 瀬奈（みうら せな）
声 - たかはし智秋
警察庁警備企画課の理事官。ちさとやナーズィニーの上官にあたる。ナーズィニーは彼女に対しては「ごしゅじんさま」と認識しており、優しくされて思わず「ママ」と言ってしまう。

### バベル旅団
魔法少女や魔術傭兵を多数有してロシアを拠点に活動するテロ組織。世界を作り変えるという目的でバベルの図書館という詳細不明の組織が設立され、その尖兵としてバベル旅団が活動している。目的の為ならば平然と下劣な手段を取り、魔法少女としての適性のある人間を戦力として確保する為ならば、組織に取り込み易いよう平穏に暮らしているその者の人生を滅茶苦茶にするというマッチポンプ紛いな行いも厭わない。大量破壊少女（ガールズ・オブ・マス・デストラクション）の開発を計画しており、ロシア軍とも結託して非合法活動を行い、ロシアンマフィア狼男は別動隊である。
旅団長（ブリガディア）
声 - 原由実
バベル旅団を率いる魔法少女で、大量破壊少女計画の立案者。仮面を被るなどして常に顔を隠しており、正体は不明。
マジカル・ファイブと過去に何らかの関係があることが示唆されている。

アビゲイル / ピックシザーズ☆アビー
声 - 高垣彩陽
あすか達とは異なり精霊環境条約機構に参加していない精霊などと取引して誕生した魔法少女。旅団長の手足となって暗躍する魔法少女。旅団長を「女王様」と呼んで心酔している。
希美誘拐事件の首謀者であり、救助に来たあすかとくるみの前で平然と人質の希美の腕を切り落とすという残忍さを持つ。
ギース
声 - 寺崎裕香
バベル旅団幹部。ソマリア出身の武装ゲリラの元少年兵。ゲリラの捨て駒にされ死にかけていたところを旅団長に拾われてバベル旅団に入る。戦傷で左腕と胸から下を失っており、それを補うために魔造部品で構成された巨躯のパワードスーツを着用している。全身が対魔法少女用の兵器として機能し、重装甲の上に機動力も高い。
ちさとを酷い生活環境から救い出し、魔法少女へ誘うことで自由を与えたことから彼女の生きる希望となるが、あすかとの戦いに敗れた際に、死に際でちさとの置かれた環境が全てバベル旅団に仕組まれたことだったとちさとへ告白。彼女が幸せになることを願いながら息絶えた。
レイラ・バスティコン
地冥界ディストニア国軍　次元驃騎兵軍団・元指揮官だった女。

### 精霊環境条約機構
タビラ
高位精霊の一人。

### その他
キム・カンス
声 - 鶴岡聡
東アジア連合戦線のメンバー。警視庁機動隊による移送中に脱走を図るが、逃走中に紗綾子を巻き込んだことからあすかが再び魔法少女として戦うきっかけを作る。
あすかにより両足を切断されて捕らえられ、公安警察外事課に引き渡される。晃教達による自白強要によりバベル旅団に関する情報を日本側にもたらす。

## 書誌情報
- 深見真（原作）、刻夜セイゴ（作画） 『魔法少女特殊戦あすか』 スクウェア・エニックス〈ビッグガンガンコミックス〉、全14巻
  1. 2015年10月24日発売[3]、ISBN 978-4-7575-4780-3
  2. 2016年3月25日発売[4]、ISBN 978-4-7575-4934-0
  3. 2016年7月25日発売[5]、ISBN 978-4-7575-5065-0
  4. 2017年4月25日発売[6]、ISBN 978-4-7575-5298-2
  5. 2017年7月25日発売[7]、ISBN 978-4-7575-5423-8
  6. 2017年11月25日発売[8]、ISBN 978-4-7575-5535-8
  7. 2018年3月24日発売[9]、ISBN 978-4-7575-5680-5
  8. 2018年7月25日発売[10]、ISBN 978-4-7575-5793-2
  9. 2018年12月25日発売[11]、ISBN 978-4-7575-5962-2
  10. 2019年3月25日発売[12]、ISBN 978-4-7575-6075-8
  11. 2019年10月25日発売[13]、ISBN 978-4-7575-6360-5
  12. 2020年3月25日発売[14]、ISBN 978-4-7575-6579-1
  13. 2020年9月25日発売[15]、ISBN 978-4-7575-6855-6
  14. 2021年4月24日発売[16]、ISBN 978-4-7575-7222-5

## テレビアニメ
2019年1月から3月まで毎日放送『アニメイズム』B2枠ほかにて放送された。

### スタッフ
- 原作 - 深見真、刻夜セイゴ[17]
- 監督 - 山本秀世[17]
- シリーズ構成 - 深見真、海法紀光[17]
- アクション作画監督 - 神谷智大
- キャラクターデザイン - 鈴木陽子[17]
- サブキャラクターデザイン - Cindy H. Yamauchi、早川加寿子[17]
- 銃器デザイン - 氏家嘉宏[17]
- プロップデザイン - 宮川治雄[17]
- 総作画監督 - 早川加寿子、鈴木陽子（第4・5話）、氏家嘉宏（第6話）
- 美術監督 - 高大浩[17]
- 美術設定 - 川口正明[17]
- 色彩設計 - 岡亮子[17]
- 撮影監督 - 髙津純平、佐藤哲平（補佐）[17]
- CGディレクター - 松嶋古記
- 編集 - 長谷川舞[17]
- 音響監督 - 岩浪美和[17]
- 音楽 - R・O・N[17]
- 音楽プロデューサー - 若林豪
- 音楽制作 - KADOKAWA[17]
- プロデューサー - 吉武真太郎、小松翔太、磯谷徳知、角田敦、亀井博司
- アニメーションプロデューサー - 横田幸介
- アニメーション制作 - LIDEN FILMS[17]
- 製作 - 「魔法少女特殊戦あすか」製作委員会（KADOKAWA、SQUARE ENIX、AT-X、KLab、MBS）[17]

### 主題歌
「KODO」
nonocによるオープニングテーマ。作詞は川田まみ、作曲は中沢伴行、編曲は中沢伴行、尾崎武士。
「REBEL FLAG」（第2話 - 第12話）
GARNiDELiAによるエンディングテーマ。作詞はメイリア、作曲はtoku、編曲はGARNiDELiA。

### 各話リスト
| 話数   | サブタイトル                 | 脚本            | 絵コンテ          | 演出                      | 作画監督                                                      |
| ------ | ---------------------------- | --------------- | ----------------- | ------------------------- | ------------------------------------------------------------- |
| 第1話  | 帰ってきた魔法少女           | 海法紀光        | 山本秀世          | 山本秀世                  | 氏家嘉宏                                                      |
| 第2話  | 日常と戦友                   | 海法紀光        | 山本秀世          | 駒屋健一郎                | 清水勝祐                                                      |
| 第3話  | もっとひどい戦争             | 海法紀光        | 山本秀世          | ながはまのりひこ          | 小山知洋                                                      |
| 第4話  | バベル旅団─交戦開始          | 小太刀右京      | 山本秀世          | 川久保圭史                | 輿石暁                                                        |
| 第5話  | 極めて現実的な対処法         | 霜山航太郎      | 山本秀世          | 山本秀世 藤本義孝         | Cindy H.Yamauchi                                              |
| 第6話  | 星に願いを                   | 小太刀右京      | 山本秀世          | 藤代和也                  | 中岡響香 なまためやすひろ 山村俊了 小澤円 輿石暁              |
| 第7話  | 魔法少女特殊戦開発部隊       | 深見真          | 山本秀世          | 駒屋健一郎                | 池田志乃 佐野陽子 森悦史                                      |
| 第8話  | きっと素敵な魔法少女に       | 深見真          | 黒川智之 宮澤良太 | ながはまのりひこ 有冨興二 | 小山知洋 角谷理                                               |
| 第9話  | 地獄の蓋                     | 海法紀光        | 山本秀世          | 川久保圭史                | 清水勝祐                                                      |
| 第10話 | それぞれの死闘               | 深見真 田村尚也 | 山本秀世          | 藤代和也                  | 輿石暁 なまためやすひろ 奥野倫史                              |
| 第11話 | 魔法少女たちと美しきこの世界 | 海法紀光        | 山本秀世          | 有冨興二                  | Cindy H.Yamauchi 氏家嘉宏 高橋香織 清水勝祐 平村直紀 菊地勝則 |
| 第12話 | もしもこの戦いが終わったら   | 深見真          | 山本秀世          | 森邦宏                    | 池田志乃 佐野陽子 中井恵巳 森悦史 toshinori 中岡響香          |

### 放送局
| 放送期間                                              | 放送時間                     | 放送局    | 対象地域   | 備考                                 |
| ----------------------------------------------------- | ---------------------------- | --------- | ---------- | ------------------------------------ |
| 2019年1月12日 - 3月30日                               | 土曜 2:25 - 2:55（金曜深夜） | 毎日放送  | 近畿広域圏 | 製作参加                             |
|                                                       |                              | TBSテレビ | 関東広域圏 |                                      |
| 2019年1月13日 - 3月31日                               | 日曜 1:30 - 2:00（土曜深夜） | BS-TBS    | 日本全域   | BS放送                               |
|                                                       | 日曜 22:30 - 23:00           | AT-X      | 日本全域   | 製作参加 / CS放送 / リピート放送あり |
| 2019年1月18日 - 4月5日                                | 金曜 2:35 - 3:05（木曜深夜） | CBCテレビ | 中京広域圏 |                                      |
| 毎日放送、TBSテレビ、BS-TBSでは『アニメイズム』B2枠。 |                              |           |            |                                      |

インターネットでは、Amazonプライム・ビデオにてテレビ放送に先がけて配信。

### BD / DVD
| 巻 | 発売日        | 収録話          | 規格品番   | 規格品番   |
| 巻 | 発売日        | 収録話          | BD         | DVD        |
| -- | ------------- | --------------- | ---------- | ---------- |
| 1  | 2019年4月24日 | 第1話 - 第3話   | ZMXZ-13001 | ZMBZ-13011 |
| 2  | 2019年5月24日 | 第4話 - 第6話   | ZMXZ-13002 | ZMBZ-13012 |
| 3  | 2019年6月26日 | 第7話 - 第9話   | ZMXZ-13003 | ZMBZ-13013 |
| 4  | 2019年7月24日 | 第10話 - 第12話 | ZMXZ-13004 | ZMBZ-13014 |

### Webラジオ
大鳥居あすか役の洲崎綾と夢源くるみ役の関根明良によるWebラジオ『魔法少女特殊戦あすか in メイド喫茶 三津矢』が2019年1月17日から4月4日まで音泉にて毎週木曜に配信。全12回。音泉プレミアム会員限定コーナーでは、洲崎がネットレビュー風に毎回の配信を評価している。
　ゲスト　
　・第3回(2019年1月31日) - 橋本ちなみ
　・第4回(2019年2月7日) - 高垣彩陽
　・第5回(2019年2月14日) - 高橋李依　
　・第6回(2019年2月21日) - 松井恵理子
　・第7回(2019年2月28日) - nonoc
　・第8回・第11回(2019年3月7日・ 3月28日) - 竹達彩奈
　・第9回(2019年3月14日) - 深見真
　・第10回(2019年3月21日) - M・A・O
| 毎日放送 アニメイズム B2 | 毎日放送 アニメイズム B2 | 毎日放送 アニメイズム B2 |
| 前番組                   | 番組名                   | 次番組                   |
| ------------------------ | ------------------------ | ------------------------ |
| 色づく世界の明日から     | 魔法少女特殊戦あすか     | ひとりぼっちの○○生活     |

### 原作出典
1. ↑  第5巻, カバー折返し
2. 1 2  第6巻, カバー折返し
3. ↑  第7巻, カバー折返し
4. ↑  第9巻, p. 14
5. 1 2 3 4  第2巻, pp. 13–15
6. ↑  第2巻, pp. 163–164
7. ↑  第1巻, pp. 47–53
8. ↑  第3巻, p. 58
9. ↑  第1巻, p. 3
10. ↑  第1巻, pp. 122–124
11. ↑  第3巻, p. 126
12. ↑  第4巻, pp. 12–15
13. ↑  第1巻, p. 43
14. 1 2 3  第4巻, pp. 67–68
15. ↑  第7巻, pp. 28–29
16. ↑  第4巻, p. 70
17. ↑  第3巻, pp. 93–96
18. ↑  第1巻, pp. 164–166
19. ↑  第3巻, pp. 131–133
20. 1 2  第4巻, p. 96
21. ↑  第4巻, p. 72
22. ↑  第3巻, pp. 143–145
23. ↑  第6巻, pp. 75–94
24. ↑  第5巻, p. 178
25. ↑  第8巻, p. 155
26. ↑  第7巻, p. 39
27. ↑  第8巻, p. 40
28. ↑  第7巻, p. 122
29. ↑  第4巻, pp. 53–64
30. ↑  第1巻, p. 130
31. ↑  第5巻, pp. 110–111
32. 1 2  第4巻, pp. 90–93
33. ↑  第4巻, pp. 38–42
34. 1 2  第6巻, pp. 19–26
35. 1 2  第7巻, pp. 3–11
36. ↑  第3巻, p. 121
37. ↑  第9巻, p. 72
38. ↑  第3巻, p. 131
39. ↑  第1巻, p. 54
40. ↑  第1巻, p. 42
41. ↑  第1巻, pp. 10–11
42. ↑  第1巻, pp. 106–109
43. ↑  第7巻, p. 13
44. ↑  第7巻, pp. 3–11
45. ↑  第9巻, p. 26
46. ↑  第9巻, pp. 41–42
47. ↑  第2巻, pp. 11–12
48. ↑  第3巻, p. 30
49. ↑  第4巻, pp. 49–51
50. ↑  第5巻, pp. 132–137
51. ↑  第1巻, pp. 74–86
52. ↑  第2巻, pp. 9–16

### その他の出典
1. ↑  “月刊 ビッグガンガン 2015年 vol.7 2015年 7/24号”.  楽天. 2019年3月10日閲覧。
2. 1 2 3 4 5 6 7 8 9 10  “STAFF&CAST”. TVアニメ『魔法少女特殊戦あすか』公式サイト. 2018年12月10日閲覧。
3. ↑  “魔法少女特殊戦あすか 1”. SQUARE ENIX. 2018年7月21日閲覧。
4. ↑  “魔法少女特殊戦あすか 2”. SQUARE ENIX. 2018年7月21日閲覧。
5. ↑  “魔法少女特殊戦あすか 3”. SQUARE ENIX. 2018年7月21日閲覧。
6. ↑  “魔法少女特殊戦あすか 4”. SQUARE ENIX. 2018年7月21日閲覧。
7. ↑  “魔法少女特殊戦あすか 5”. SQUARE ENIX. 2018年7月21日閲覧。
8. ↑  “魔法少女特殊戦あすか 6”. SQUARE ENIX. 2018年7月21日閲覧。
9. ↑  “魔法少女特殊戦あすか 7”. SQUARE ENIX. 2018年7月21日閲覧。
10. ↑  “魔法少女特殊戦あすか 8”. SQUARE ENIX. 2018年7月25日閲覧。
11. ↑  “魔法少女特殊戦あすか 9”. SQUARE ENIX. 2018年12月25日閲覧。
12. ↑  “魔法少女特殊戦あすか 10”. SQUARE ENIX. 2019年3月25日閲覧。
13. ↑  “魔法少女特殊戦あすか 11”. SQUARE ENIX. 2019年10月25日閲覧。
14. ↑  “魔法少女特殊戦あすか 12”. SQUARE ENIX. 2020年3月25日閲覧。
15. ↑  “魔法少女特殊戦あすか 13”. SQUARE ENIX. 2020年9月25日閲覧。
16. ↑  “魔法少女特殊戦あすか 14”. SQUARE ENIX. 2021年4月24日閲覧。
17. 1 2 3 4 5 6 7 8 9 10 11 12 13 14 15 16 17 18  “『魔法少女特殊戦あすか』2019年1月“アニメイズム”枠ほかにて放送決定”. アニメイトタイムズ (2018年11月24日). 2018年11月24日閲覧。
18. ↑  “TVアニメ「魔法少女特殊戦あすか」オープニングテーマ曲に「KODO」が決定！”. CREATIVE OFFICE CUE Official website. 2018年12月10日閲覧。
19. ↑  “冬アニメ『魔法少女特殊戦あすか』第2弾PVほか新情報が到着”. アニメイトタイムズ (2018年12月10日). 2018年12月10日閲覧。
20. 1 2  “ONAIR”. TVアニメ『魔法少女特殊戦あすか』公式サイト. 2018年11月13日閲覧。
21. ↑  テレビ放送対象地域の出典：
  - 政府規制等と競争政策に関する研究会 (2009年10月9日). “放送分野の動向及び規制・制度（資料2）” (PDF). 通信・放送の融合の進展下における放送分野の競争政策の在り方.  公正取引委員会. p. 2. 2018年10月24日閲覧。
  - “基幹放送普及計画”. 郵政省告示第六百六十号.  総務省 (1988年10月1日). 2022年5月11日閲覧。
  - “地デジ放送局情報”.  一般社団法人デジタル放送推進協会. 2022年8月5日閲覧。
22. ↑  “Blu-ray&DVD”. TVアニメ『魔法少女特殊戦あすか』公式サイト. 2019年1月15日閲覧。
23. 1 2  “魔法少女特殊戦あすか in メイド喫茶 三津矢”. 音泉. 2019年2月6日閲覧。